# الجباجبة (إب)

تعديل مصدري - تعديل

الجباجبة محلة تابعة لقرية منزل الشعراني، التابعة لعزلة بني محرم بمديرية إب إحدى مديريات محافظة إب في الجمهورية اليمنية.، بلغ تعداد سكانها 92 حسب تعداد اليمن لعام 2004.